# Gargnano

Lage der Gemeinde Gargnano in der Provinz Brescia

Gargnano ist eine italienische Gemeinde (comune) mit 2668 Einwohnern (Stand 31. Dezember 2023) in der Provinz Brescia, Region Lombardei.

## Geographie
Gargnano liegt etwa 50 km nordnordöstlich von Brescia am Westufer des Gardasees. Zur Gemeinde Gargnano gehören noch 12 Fraktionen und mehrere kleinere Siedlungen. Zwei Fraktionen, Bogliaco und Villa, liegen direkt am See, die übrigen Siedlungen und Fraktionen in den Gardaseebergen zwischen dem Gardasee und dem Lago di Valvestino. Die vom Gemeindesitz an weitesten entfernte Fraktion ist Costa mit 18 km, die höchste Siedlung ist Briano auf knapp 1000 m s.l.m.
Die Nachbargemeinden sind Brenzone sul Garda (VR), Capovalle, Tignale, Torri del Benaco (VR), Toscolano Maderno, Valvestino und Vobarno.
Das Klima am See ist stets mild, fast mediterran, da dieser Teil der Westküste (die Riviera Bresciana) durch die Berge geschützt ist.

## Geschichte
Gargnano wurde schon im Jahre 973 erwähnt. Mitte des 13. Jahrhunderts wurde von den Franziskanern ein Kloster gegründet. 1285 erbauten sie die Kirche, die St. Franziskus gewidmet wurde.
1630 wütete in dem Ort die Pest, dieser fielen etwa 400 der damals 3000 Bewohner zum Opfer.
Von 1921 bis 1933 war Gargnano Endpunkt der Straßenbahnstrecke Brescia–Salò–Gargnano.

## Verwaltungsgliederung
Neben Gargnano gehören zum Gemeindegebiet noch die folgenden 12 Fraktionen:  Villa, Bogliaco, Villavetro, Fornico, Zuino, Muslone, Musaga, Sasso, Navazzo, Liano, Formaga und Costa.

## Sehenswürdigkeiten

### Kirche San Francesco

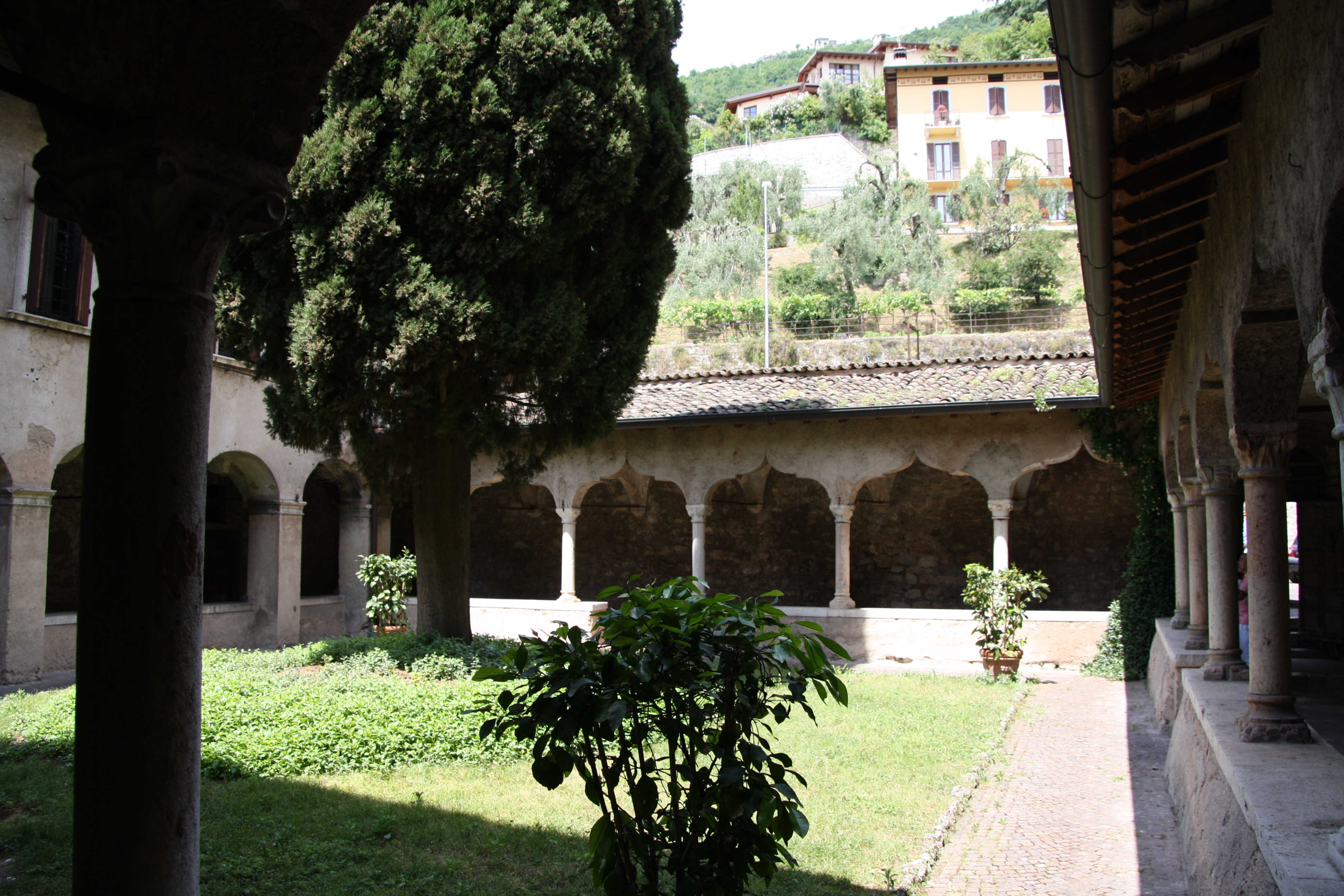
Der Kreuzgang von San Francesco

Franz von Assisi ließ ab 1289 hier eine Kirche und ein Kloster errichten. Von der Kirche ist in abgeänderter Form nur noch eine Außenseite übriggeblieben. Sehenswert ist der Kreuzgang mit vielfältig verzierten Säulen. Das Innere der Kirche wurde im 17. und 18. Jahrhundert mehrmals umgebaut.

### Kirche San Martino
Diese Kirche steht auf den Resten einer älteren Kirche. Nur der Glockenturm, eine renaissanceartige Konstruktion, blieb von dem ursprünglichen Bau übrig. Der erste Entwurf der Pfarrkirche soll von einem Trentiner Architekten gemacht worden sein. Die Vollendung des Bauwerks wurde 1837 dem brescianischen Architekten Vantini anvertraut.
Im Innern befinden sich Bilder von Giovanni Andrea Bertanza und G.B. Cesari und eine Jungfrau Morettos auf dem Hauptaltar.

### Villa Feltrinelli

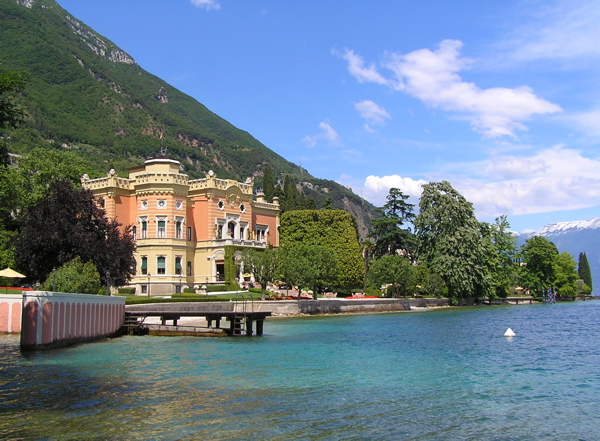
Villa Feltrinelli

In der Villa, die ehemals der Familie des Papierfabrikanten Feltrinelli gehörte und in der während der faschistischen Republik von Salò von 1943 bis 1945 Benito Mussolini wohnte, ist heute das Grand Hotel a Villa Feltrinelli untergebracht. Der amerikanische Hotelier und Millionär Robert H. Burns kaufte die Villa 1997, investierte etwa 30 Millionen Euro und bewahrte sie so vor dem Verfall. 80 Bedienstete kümmern sich in dem Luxushotel um maximal 40 Gäste.

### Villa Bettoni
Der Palazzo Bettoni in der Fraktion Bogliaco, der dem gleichnamigen Grafengeschlecht noch immer gehört und vom Architekten A. Cristofori erbaut wurde, liegt direkt am See und besitzt einen sehr schönen italienischen Garten, der von Amerigo Pianelli gestaltet wurde, auf der Landseite, der aber durch die Durchgangsstraße Gardesana Occidentale vom Palazzo abgetrennt ist.

### Einsiedelei San Valentino

Einsiedelei San Valentino

Die Klause San Valentino liegt in den Hängen über dem Ort und ist vom Ortsteil Sasso über einen Fußweg zu erreichen. Sie wurde ab 1650 von Überlebenden der Pestepidemie erbaut und schmiegt sich eng an eine überhängende Felswand. Von dieser bietet sich ein schöner Blick über den Ort, den See und den gegenüberliegenden Bergen. Daher ist die Klause ein beliebtes Ziel für Wanderungen.

## Veranstaltungen
Jedes Jahr zu Anfang September startet von Bogliaco aus die Centomiglia (eine Hundert-Meilen-Regatta) von Segelbooten über den Gardasee.

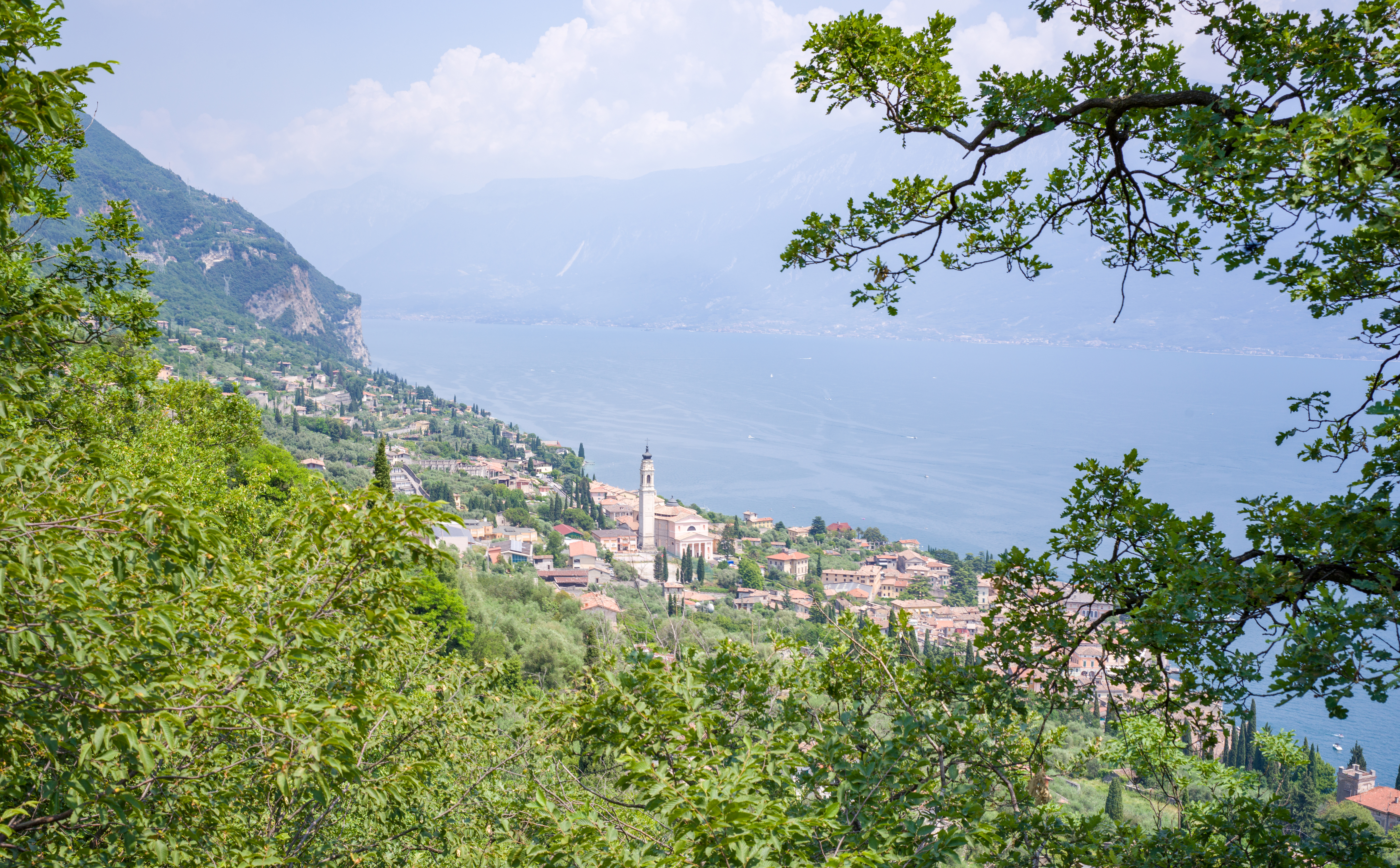
Blick auf Gargnano von Süden
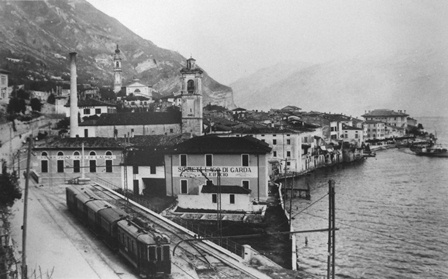
Gargnano mit Straßenbahn um 1930